# مجيد جمعي
مجيد جمعي (وُلد في 1 سبتمبر 1983) هو عداء جزائري من ذوي الاحتياجات الخاصة (فئة T37) ، شارك في دورة الألعاب البارالمبية الصيفية لسنة 2012 في لندن، الملكة المتحدة، ودورة 2016 في ريو دي جانيرو، البرازيل. حصل الرياضي مجيد جمعي على ميداليته الأولى (ميدالية برونزية) في دورة الألعاب البارالمبية الصيفية لسنة 2016 في سباق 1500 متر (فئة T37 - للرجال).

## المشاركات و الميداليات[1][2]
ظهر العداء مجيد جمعي للمرة الأولى، في دورة الألعاب البارالمبية الصيفية لسنة 2012 في لندن، المملكة المتحدة، و شارك لاحقا في بطولة العالم لألعاب القوى لذوي الإعاقة سنة 2013 في ليون، فرنسا، وسنة 2015 في الدوحة، قطر، و لم يحرز حينها أي ميداليات.
في سنة 2016، عاود جمعي الظهور من جديد من خلال مشاركته في دورة الألعاب البارالمبية الصيفية في ريو دي جانيرو، البرازيل، و تمكن من إحراز ميدالية برونزية في سباق 1500 متر، بعد قطعه المسافة في مدة 4 دقائق و 17 ثانية مع فارق أقل من ثانية واحدة عن صاحب الميدالية الفضية "ليام ستانلي".
شارك جمعي كذلك في بطولة العالم لألعاب القوى لذوي الاحتياجات الخاصة سنة 2017 في لندن، المملكة المتحدة، و2019 في دبي، الإمارات العربية المتحدة، و قد كان ذلك الظهور الأخير له.
| الدورة / البطولة                                            | ميداليات | الحدث                   |
| ----------------------------------------------------------- | -------- | ----------------------- |
| دورة الألعاب البارالمبية الصيفية، لندن 2012                 | لا يوجد  | (لم يفز في أي حدث)      |
| بطولة العالم لألعاب القوى لذوي الإعاقة، ليون 2013           | لا يوجد  | (لم يفز في أي حدث)      |
| بطولة العالم لألعاب القوى لذوي الإعاقة، الدوحة 2015         | لا يوجد  | (لم يفز في أي حدث)      |
| دورة الألعاب البارالمبية الصيفية، ريو دي جانيرو 2016        | برونزية  | 1500 متر (T37 - للرجال) |
| بطولة العالم لألعاب القوى لذوي الاحتياجات الخاصة، لندن 2017 | لا يوجد  | (لم يفز في أي حدث)      |
| بطولة العالم لألعاب القوى لذوي الاحتياجات الخاصة، دبي 2019  | لا يوجد  | (لم يفز في أي حدث)      |

## وصلات خارجية
مشاركة مجيد جمعي في دورات الألعاب البارالمبية.